# Джолийн Блалок
Джолийн Блалок (на английски: Jolene Blalock) е американска актриса и модел, носителка на две награди „Сатурн“. Известна е с ролята на Т'Пол в „Стар Трек: Ентърпрайз“ и с ролята на Медея в минисериала „Язон и Аргонавтите“.

## Биография
Джолийн Блалок е родена на 5 март 1975 в Сан Диего, Калифорния. На 17 години започва кариерата си на манекенка.

## Кариера
През 1998 г. прави телевизионния си дебют в един от епизодите на „Тайните на Вероника“. След това участва в минисериала „Язон и Аргонавтите“ (2000) и сериалите „The Love Boat“ (1999), „От местопрестъплението“ (2000) и „JAG“ (2001).
През 2001 г. приема ролята на Т'Пол от сериала „Стар Трек: Ентърпрайз“, където участва във всичките 98 епизода. Участва и в два епизода на сериала „Старгейт SG-1“, където играе ролята на Ища. Тя е трябвало да играе бившата любов на Сойър от сериала „Изгубени“ по време на сезона от 2005 – 2006 година, но впоследствие действието на епизода е концентрирано върху Майкъл. През 2008 г. играе ролята на капитан Бек в "Звездни Рейнджъри: Мародер"